# Теспротија (округ)
Округ Теспротија је округ у периферији Епир и истоименој историјској покрајини Епир у северозападној Грчкој. Управно средиште округа је град Игуменица.
Округ Теспротија је успостављен 2011. године на месту некадашње префектуре, која је имала исти назив, обухват и границе.

## Природне одлике
Округ Игуменица је приморски округ, који на западу излази на Јонско море. Са те стране, преко мора, налази се острво Крф, удаљено 10-20 км. С обзиром да је округ на самом ободу Грчке и прилично мали по свим особинама, он нема много граничних округа (погледати: Окрузи у Грчкој). Северна граница префектуре је најзападнији део границе Грчке према Албанији. Са југа се Теспротија граничи са округом Превеза, а са истока округом Јањина.
Највећи део округа Теспротија је планински и укључује неколико нижих приморских планина из ланца Пинда. Планине су кешевите и негостољубиве за живот. У овој области постоје две реке: Каламас и Ахерон. Плодни и за живот гостољубиви делови се налазе у приморју и долинама у јужној половини префектуре. Теспротија, тачније њено седиште град Игуменица, представља завршетак савременог пута Игњација, који се разликује од старе трасе овог пута, која се налази северније, у Албанији. Овај нови ауто-пут је други по важности у Грчкој.
Клима у округу Теспротија је у приморским деловимасредоземна, да би на још већим висинама прешла у њену оштрију варијанту.

## Историја
У доба антике ова област је била део подручја старе Грчке, али изван главних историјских токова. У каснијим епохама долази владавина Римљана, затим Византинаца и на крају Османлија. Ово подручје поново је постало део савремене Грчке тек 1913. г. Пред Други светски рат из ове области исељено је месно албанско становништво у циљу спречавања оцепљења области од Грчке. Други светски рат и Грађански рат у Грчкој су тешко погодили ову област. Префектура је протеклих деценија била осавремењена, али то није спречило исељавање становништва из њеног већег дела, поготово из пограничног планинског подручја на северу. Последњих година најважнија месна ствар је изградња савременог ауто-пута Игњација.

## Становништво
Према последњем попису из 2011. године округ Теспротија је имао око 43.587 становника, од чега око 1/5 живи у седишту округа, граду Игуменици.
Етнички састав: Главно становништво округа су Грци, а званично признатих историјских мањина нема. И поред тога у округу живи заједница Рома и мања скупина новијих досељеника. До Другог светског рата овде је живела и албанска мањина, која је протерана због сарадње са окупатором.
Густина насељености је око 30 ст./км², што је значајно мање од просека Грчке (око 80 ст./км²) и на самом зачељу међу окрузима у држави. Приобални појас и равница око Игуменице је много боље насељена него унутрашњост на исток и северу.

## Управна подела и насеља
Округ Теспротија се дели на 3 општине:
1. Игуменица
2. Сули
3. Филијатес

Игуменица је највеће насеље и једини значајан град (око 10.000 ст.) у округу. За разлику од бројних грчких округа у Теспротији доминира становништво у сеоксим насељима (око 60%).

## Привреда
Округ Теспротија је као махом планинско подручје традиционално везана за сточарство и шумарство. Пољопривреда је значајна у проморском делу. После изградње ауто-пута Игњација порастао је значај округа и њеног седишта Игуменице, као нове важне луке у Грчкој.